# Gâteau de Kiev
Un Gâteau de Kiev (ukrainien : торт "Київський") est une marque déposée de gâteaux, fabriqués à Kiev en Ukraine, depuis le 6 décembre 1956 par la Confiserie Karl Marx (maintenant intégrée au groupe Roshen). Il fut très rapidement populaire en Union soviétique.
Ce gâteau devint alors l'un des symboles de Kiev, de par son nom, mais aussi son packaging représentant une feuille de Marronnier Aesculus, armoirie informelle de cette ville.
Il est composé de deux légères couches de meringue avec des noisettes, un glaçage au chocolat et un enrobage avec une sorte de crème au beurre.

## Histoire
L'histoire racontée par la confiserie dit qu'un jour, les confiseurs oublièrent de mettre au frais assez de blancs d'œufs pour une préparation de biscuit. Le matin suivant, le chef Kostyantyn Petrenko, avec l'aide de l'un de ses assistantes alors âgée de 17 ans, Nadia Chornohor, et dans le but de cacher leur erreur à leurs collègues, enrobèrent les gâteaux surgelés avec de la crème au beurre, les saupoudrèrent de poudre et le décorèrent d'ornements floraux.[réf. nécessaire]

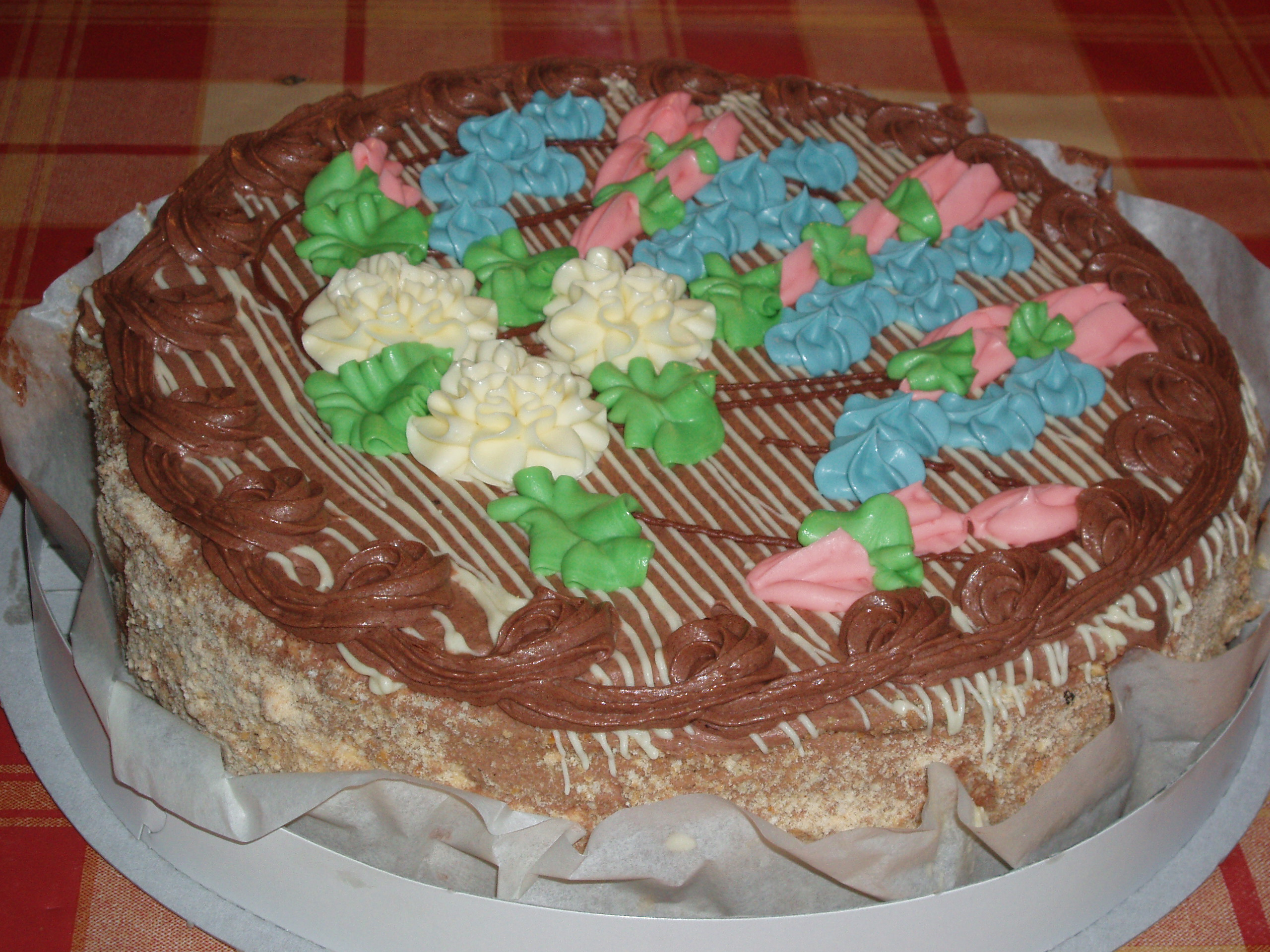
Un gâteau de Kiev.

De manière plus concrète, après la Seconde Guerre mondiale l'Union soviétique supporta activement l'Inde dans le cadre de sa politique étrangère. En 1956, l'URSS reçut en retour d'énormes quantités de noix de cajou. Les instances officielles soviétiques incitèrent les confiseurs à créer des desserts avec cette denrée en surabondance. C'est alors que l'usine de Kiev, nommée d'après Karl Marx, s'attela à créer une recette en ce sens. La confiserie communique ainsi sur cet évènement : « L'auteur de la recette et de la technologie de production du gâteau de Kiev est Kostiantyn Mykytovych Petrenko (...) et [tout ceci] fut développé en 1956. La création de ce gâteau fut le fruit de nombreuses années d'essais à partir d'anciennes recettes (...) »
La recette du gâteau de Kiev a évolué avec le temps : dans les années 70, les boulangers améliorent le processus de fabrication de la mixture de noix et de blancs d'œufs, puis ajoutèrent des noisettes dans la préparation et firent des tests avec des cacahuètes et des noix de cajou. Cependant, l'utilisation de ces nouveaux ingrédients augmenta le prix et la confiserie revint alors à l'utilisation de noisettes.

## Préparation
Les noisettes sont grillées, finement hachées et mélangées avec de la farine. Les blancs d'œufs sont fouettés en y ajoutant progressivement du sucre et de la poudre de vanille. Les deux préparations sont alors mélangées. La pâte résultant de ce mélange est ensuite étalée sur une feuille avec une épaisseur de 0,6 à 0,7 mm d'épaisseur et cuite au four entre 150 et 160°C. Puis, les biscuits sont séchés pendant 12 heures à 25-30°C, puis décollés de leur feuille en les humidifiant avec de l'eau.
Ils sont alors nappés d'une couche de crème au beurre chocolatée et mis les uns sur les autres. Les bords de l'ensemble sont aussi recouverts de crème et recouverts de miettes de biscuits. Le dessus du gâteau est couvert d'une crème au beurre colorée et décoré avec des fruits, certains confits.